# Revue des études byzantines
Revue des études byzantines – czasopismo bizantynologiczne o charakterze międzynarodowym. Wydawcą jest Francuski Instytut Studiów Bizantyńskich. Jest kontynuacją pisma „Échos d’Orient”. Ukazuje się od 1943, pierwotnie w Bukareszcie, a od 1949 w Paryżu. 